# Atayalfolket
Atayal (kinesisk: 泰雅; pinyin: Tàiyǎ), også kendt som Tayal og Tayan, er en indfødt gruppe af Taiwanesiske urfolk. I 2014 udgjorde antallet af personer blandt Atayalfolket 85.888. Dette svarede omtrent til 15,9 % af Taiwans totale population af urfolk, hvilket gjorde dem til den tredjestørste urfolkgruppe i Taiwan.

## Genetik
Taiwan har været hjemsted for flere grupper af austronesiske urfolk siden før 4.000 f.Kr. Genetiske analyser antyder, at de forskellige befolkningsgrupper kan have forskellig oprindelse, de kan stamme fra fastlandsasien og have udviklet sig isoleret fra hinanden. Atayalfolket menes at have indvandret til Taiwan fra Sydkina eller Sydøstasien. Genetiske studier har også vist ligheder mellem Atayal og andre folk i Filippinerne og Thailand, og i mindre grad med Sydkina og Vietnam. Atayal er genetisk forskellige fra Amisfolket, der er den største gruppe af urfolk i Taiwan, og er også forskellig fra Han-folket, hvilket tyder på, at disse to folk har holdt sig ret meget for sig selv og ikke blandet sig med folk fra den anden gruppe. Studier af Mitochondrial DNA (mtDNA) polymorfismer antyder migration fra oldtiden af to linjer af de forskellige folkeslag ind i Taiwan for omtrent 11.000-26.000 år siden. Nutidens folk har dog blandet sig meget med de tilflyttede Han-kinesere.
Nylige DNA studier viser, at Lapitafolket og nutidens polynesiere har fælles herkomst med Atayal og Kankanaeyfolket i det nordlige Filippinerne.
Atayal er synligt anderledes end Han-kineserne i Taiwan. Blandede ægteskaber med kinesere har også medført et signifikant antal af atayal-kinesere af blandet herkomst, eksempler på dette er kendte folk som Vivian Hsu, Vic Zhou, Yuming Lai, Kao Chin Su-mei.

## Atayal i nutiden
Atayalfolket i Taiwan bor i det centrale og nordlige Taiwan. Den nordligste landsby er Ulay (Wulai på kinesisk), ca. 25 kilometer syd for den centrale del af Taiwans hovedstad, Taipei. Navnet Ulay stammer fra /qilux/, varmt, på grund af de varme kilder ved flodbredden.  Wulai Atayal Museum, som ligger i byen, har historiske og kulturelle ting fra atayalfolket.
De seneste år, efter år 2000, er specielt det kristne samfund i Smangus blevet en kendt turistattraktion, der eksperimenterer med kommunalisme.